# Hazudós Jakab (film, 1975)
A Hazudós Jakab (eredeti cím: Jakob, der Lügner / Jakub lhár) egy 1975-ben bemutatott NDK-csehszlovák koprodukcióban készült film Frank Beyer rendezésében, mely Jurek Becker azonos című regényének adaptációja. Az egyetlen NDK-s film, melyet jelöltek a legjobb idegen nyelvű filmek járó Oscar-díjra. A Berlini Nemzetközi Filmfesztiválon a legjobb színésznek járó Ezüst Medve díjat Vlastimil Brodský kapta.

## Cselekmény
A német megszállás alatt álló Lengyelország egyik zsidó gettójában egy Jakob Heym nevű férfit kijárási tilalom után az utcán kapnak el. Azt mondják neki, hogy jelentkezzen egy német katonai irodában, ahol a vezető tisztet részegen, ájultan találja. A rádió szól, és Jakob a szovjet hadsereg előrenyomulásáról szóló adást hallja. Végül Jakob kioson és hazamegy. Ezt elmondja barátjának, Mischának, és rövid időn belül nemcsak a hír terjed el a gettóban, hanem az a hír is szárnyra kap, hogy Jakobnak rádiója van, ami a zsidók számára tilos - amiért halálbüntetés jár. 
Ez nehéz helyzetbe hozza Jakobot, mivel állandóan további híreket kérdeznek tőle. Elkezdi bátorítani barátait hamis hírekkel a Vörös Hadsereg előrenyomulásáról a gettójuk felé. A kétségbeesett és éhező lakosok új reményt találnak Jakob történeteiben. Még akkor is, amikor végül bevallja barátjának, hogy csak az első jelentés volt igaz, a többi pedig kitaláció, barátja rámutat, hogy a történetei reményt és életkedvet adnak az embereknek. 
A történet Jakob és a többiek deportálásával ér véget a megsemmisítő táborokba.

## Szereplők
| Szerep                    | Színész             | Megjegyzés |
| ------------------------- | ------------------- | ---------- |
| Jakob Heym                | Vlastimil Brodský   |            |
| Kowalski                  | Erwin Geschonneck   |            |
| Misa (Mischa)             | Henry Hübchen       |            |
| Rosa Frankfurter          | Blanche Kommerell   |            |
| Frankfurter               | Garas Dezső         |            |
| Frankfurterné             | Gordon Zsuzsa       |            |
| Lina                      | Manuela Simon       |            |
| Dr. Kirschbaum            | Friedrich Richter   |            |
| Josefa                    | Bara Margit         |            |
| Herschel Schtamm          | Reimar J. Baur      |            |
| Roman Schtamm             | Armin Mueller-Stahl |            |
| Najdorf (Neudorf)         | Klaus Brasch        |            |
| Fajngold                  | Fritz Links         |            |
| Német katona a latrinánál | Hans-Peter Reinecke |            |

## Díjak, jelölések
- Oscar-díj (1977)
  - jelölés: legjobb idegen nyelvű film
- Berlini Nemzetközi Filmfesztivál (1975)
  - díj: Interfilm Award – Recommendation – Frank Beyer
  - díj: Ezüst Medve (legjobb színész) – Vlastimil Brodský
  - jelölés: Arany Medve – Frank Beyer